# Panimerus rehmi
Panimerus rehmi är en tvåvingeart som beskrevs av Elger 1979. Panimerus rehmi ingår i släktet Panimerus och familjen fjärilsmyggor. Inga underarter finns listade i Catalogue of Life.